# Larder River
Larder River är ett vattendrag i Kanada.   Det ligger i provinsen Ontario, i den sydöstra delen av landet, 400 km nordväst om huvudstaden Ottawa.
Trakten runt Larder River består till största delen av jordbruksmark. Runt Larder River är det mycket glesbefolkat, med 2 invånare per kvadratkilometer.